# Mike Adams (Fußballspieler)
Michael Alan „Mike“ Adams (* 20. Februar 1965 in Banwell) ist ein ehemaliger englischer Fußballspieler. 

## Karriere
Adams kam 1981 als Apprentice (dt. Auszubildender) zu den Bristol Rovers. Dort erhielt er im Februar 1983 einen Profivertrag und gab am letzten Spieltag der Saison 1982/83 sein Ligadebüt in der Third Division. Am Vortag der Partie gegen Cardiff City war Trainer Bobby Gould zurückgetreten und Interimstrainer Ron Gingell brachte Adams per Einwechslung in die Partie, die zugleich das letzte Spiel für den Weltmeister von 1966, Alan Ball, war. Nach einem weiteren Pflichtspieleinsatz in der Folgesaison, einem 2:1-Sieg gegen Southend United im Associate Members' Cup, zu dem er einen Treffer beitrug, wurde Adams im März 1984 an Bath City in die Alliance Premier League verliehen, die höchste Spielklasse unterhalb der Football League. 
In der Saisonpause wurde der torgefährliche Mittelfeldspieler von Bath City fest verpflichtet und absolvierte in den folgenden vier Jahren insgesamt 175 Pflichtspiele (22 Tore) für den Klub. Einen seiner wichtigsten Treffer erzielte er im Erstrundenspiel des FA Cups 1986/87, als sein Siegtreffer zum 3:2 in der Nachspielzeit gegen Aylesbury United zu einem Aufeinandertreffen gegen den Lokalrivalen Bristol City (0:3 im Wiederholungsspiel) führte. Seine Zugehörigkeit zu Bath City endete im Sommer 1988, nachdem er nach dem Abstieg in die Southern League vom neuen Trainer Harold Jarman keine Vertragsverlängerung mehr erhalten hatte. Adams spielte in der Folge im Amateurfußball in der Western League für den AFC Weston-super-Mare und Keynsham Town.